# Antipodes Island
Antipodes Island ist eine unbewohnte Vulkaninsel im südlichen Pazifischen Ozean. Sie ist die größte und Hauptinsel der zu Neuseeland gehörenden Antipoden-Inseln (engl. Antipodes Islands Group).

## Etymologie
Der Name der Insel leitet sich von  griechisch ἀντί antí „gegen“ und πούς poús „Fuß“, wörtlich „Gegenfüßer“ ab; dies ist die Bezeichnung für die auf der gegenüberliegenden Seite der Erde liegenden Gebiete und auch für die dort lebenden Menschen; im übertragenen Sinn ist „genaues Gegenteil“ gemeint.
Der ursprüngliche Name der Insel lautete Penantipodes Island, welches „fast das genaue Gegenteil“ bedeutet, da die Insel nur in der Nähe der Antipode von London liegt. Im Lauf der Zeit entfiel jedoch das Präfix Pen- (von lat. paene = beinahe, fast). Die exakten Antipoden der Insel sind die Bewohner der französischen Gemeinde Gatteville-le-Phare, welche mit der Namensgebung nichts zu tun hat.

## Geographie
Antipodes Island liegt etwa 770 km südöstlich der Südinsel Neuseelands. Die Insel ist 6,8 km lang, bis zu 5,7 km breit und weist eine Fläche von etwa 20 km² auf. Sie besteht aus mehreren Vulkanen vom Typ Schlackenkegel sowie Tuffkegel und erreicht im Mount Galloway eine Höhe von 366 m über dem Meer. Eine weitere nennenswerte Erhebung ist der Mount Waterhouse mit 358 m. Die Küste ist von steilen Kliffs aus Basalt geprägt; zahlreiche Klippen sind der Küste vorgelagert. Kaum einen Kilometer nördlich von Antipodes Island liegt das deutlich kleinere Bollons Island; ähnlich nahe liegen einige weitere Inselchen der Antipoden-Gruppe.

## Flora und Fauna
Die Vegetation der Insel ist vornehmlich von Buschlandschaften geprägt;  in feuchten Gebieten finden sich vereinzelte Schildfarne und große Krautgewächsen. Insgesamt existieren 71 Pflanzenarten auf der Insel, von denen drei nicht heimisch sind.
Auf der Inselgruppe leben viele verschiedene, darunter auch seltene Vogelarten, zum Beispiel der Antipoden-Albatross und der Kronenpinguin. Die Population der Kronenpinguine hat in den letzten 20 Jahren stark abgenommen: Die Antipodes Island beheimatet, neben den Bountyinseln, die Hälfte des gesamten Artbestands.
Im späten 19. Jahrhundert kam, wahrscheinlich als blinder Passagier bei einem Schiffsunglück oder im Gepäck von Robbenjägern, die Maus auf die Insel. Als Säugetier stand sie in starker Konkurrenz zu wirbellosen Tieren und sorgte so für deren Populationsrückgang. 2016 wurde das Projekt „Million Dollar Mouse“ gestartet, welches die Ausrottung der Mäuse zum Ziel hatte. Mithilfe von Helikoptern wurden Mäuseköder auf der Insel verteilt, 2018 wurde das Projekt für erfolgreich beendet erklärt.

## Geschichte
Die Inselgruppe und somit auch die Hauptinsel wurde 1800 von Henry Waterhouse, Kapitän der HMS Reliance, entdeckt. Zwischen 1805 und 1807 wurden die auf der Insel heimischen Robben zur Pelzgewinnung gejagt, sodass die Art stark dezimiert wurde. In den Folgejahren wurde die Insel aufgrund der geringen Robbenpopulation zwar wenig bejagt, jedoch starben die Robben 1830 vollständig aus.
Zahlreiche Schiffe verunglückten vor und an der Insel: Am 4. September 1893 die The Spirit of Dawn, deren elf Überlebende drei Monate auf der Insel ausharren mussten. Unglücklicherweise war ihnen nicht bekannt, dass im Nordosten der Insel eine Hütte mit Proviant eingerichtet worden war. Jene Hütte versorgte die Schiffbrüchigen der President Felix Faure im Jahre 1908. Das bislang letzte Unglück ereignete sich am 12. Juni 1999, als die Yacht Totorore sank und zwei Segler den Tod fanden.